# Везувий (пароход, 1830)
«Везувий» — колёсный пароход Черноморского флота Российской империи.

## Описание парохода
Колёсный деревянный пароход, был построен из соснового и частично дубового леса. Длина парохода составляла 28,7 метров, ширина — 6,1 метра, осадка по сведениям из различных источников составляла от 2,11 до 2,2 метров. На пароходе был установлен один медный паровой котёл и две паровые машины производства завода Берда обшей мощностью 32 номинальные л. с., снятые со старого парохода «Везувий», построенного в 1820 году и разобранного в год закладки нового (1830).

## История
Пароход был заложен в Николаевском адмиралтействе 17 июля 1830 года. Строительство вёл корабельный инженер И. Я. Осминин. После спуска на воду 19 ноября 1830 года вошёл в состав Черноморского флота России.
Пароход «Везувий» был разобран в 1846 году.